# 圣芒代站
圣芒代站（法語：Saint-Mandé）是法国巴黎地铁1号线的一个车站，位于圣芒代，於1934年3月24日启用。车站邻近法国国家地理学院和文森森林中的圣芒代湖。

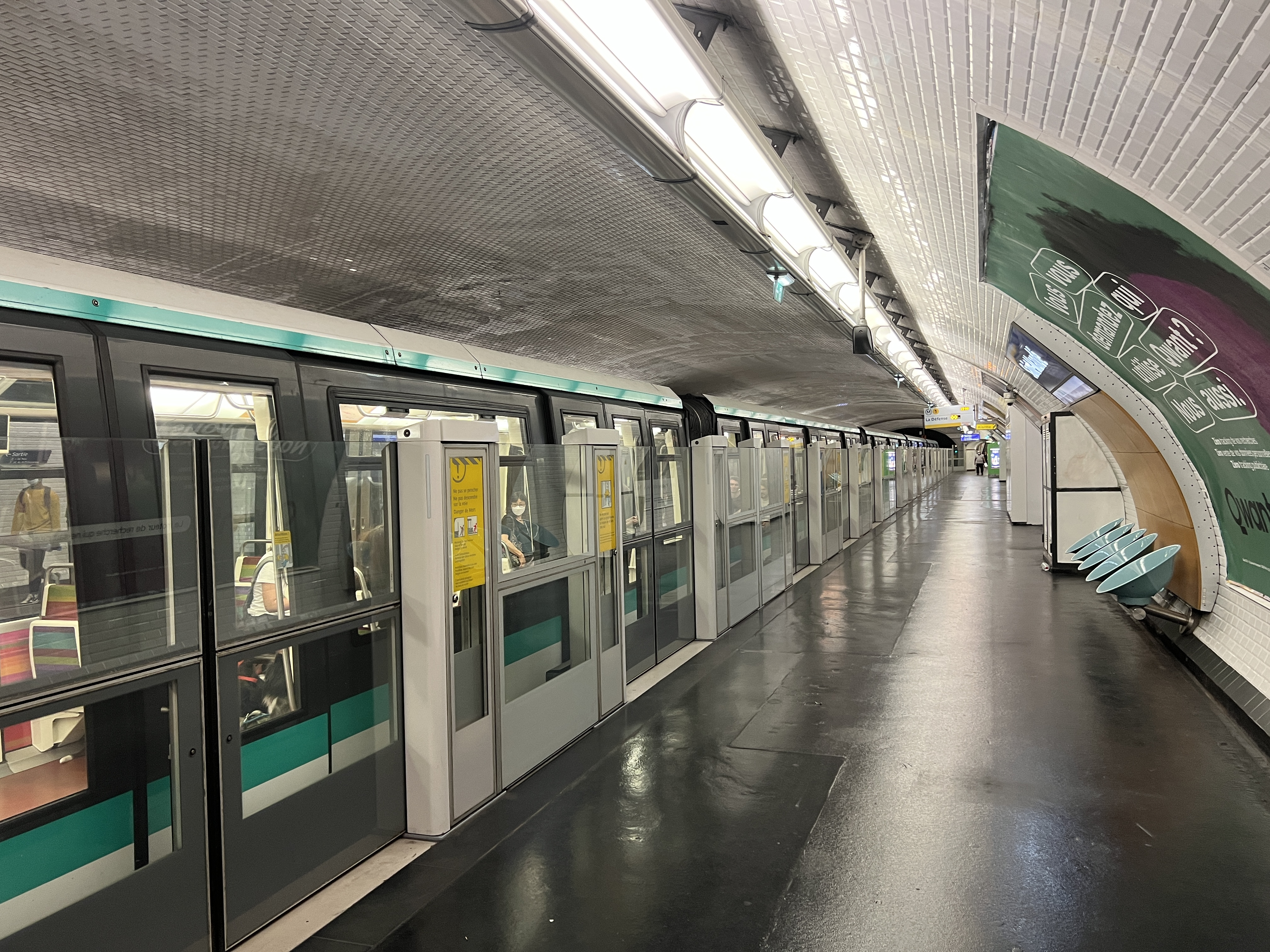
月台 (2022年6月)

## 車站結構
| G        | 街道                             | 出入口                           |
| M        | 夾層                             | 連接層，往出入口                 |
| P 月台層 | 設有月台幕門的側式月台，右側開門 | 設有月台幕門的側式月台，右側開門 |
| P 月台層 | 西行                             | 往拉德芳斯（文森門）             |
| P 月台層 | 東行                             | 往文森城堡（貝洛）               |
| P 月台層 | 設有月台幕門的側式月台，右側開門 |                                  |